# Вануату на летних Олимпийских играх 2012
Вануату принимала участие в летних Олимпийских играх 2012 года, которые проходили в Лондоне (Великобритания) с 27 июля по 12 августа, где её представляли 5 спортсменов в трёх видах спорта. На церемонии открытия Олимпийских игр флаг Вануату несла Анолин Лулу, а на церемонии закрытия — дзюдоист Назарио Фиакаифону.
На летних Олимпийских играх 2012 Вануату вновь не сумела завоевать свою первую олимпийскую медаль. На этой Олимпиаде ни один из спортсменов Вануату не сумел преодолеть первый раунд в своей дисциплине. 

## Состав и результаты

### Дзюдо
Назарио Фиакаифону проиграл в 1/16 финала литовцу Мариусу Пашкевичюс со счётом 0000:0100.
Мужчины
| Соревнование | Спортсмены         | 1/16 финала                  | 1/8 финала           | Четвертьфинал        | Полуфинал            | Финал                | Место |
| Соревнование | Спортсмены         | Соперник Результат           | Соперник Результат   | Соперник Результат   | Соперник Результат   | Соперник Результат   | Место |
| ------------ | ------------------ | ---------------------------- | -------------------- | -------------------- | -------------------- | -------------------- | ----- |
| свыше 100 кг | Назарио Фиакаифону | LTUМ. Пашкевичюс П 0000:0100 | Завершил выступление | Завершил выступление | Завершил выступление | Завершил выступление | 17    |

### Лёгкая атлетика
Мужчины
Беговые виды
| Соревнование | Спортсмены     | Отборочный раунд | Отборочный раунд | Отборочный раунд | Полуфинал            | Полуфинал            | Полуфинал            | Финал                | Финал                |
| Соревнование | Спортсмены     | Забег            | Результат        | Место            | Забег                | Результат            | Место                | Результат            | Место                |
| ------------ | -------------- | ---------------- | ---------------- | ---------------- | -------------------- | -------------------- | -------------------- | -------------------- | -------------------- |
| 800 метров   | Арнольд Сорина | 3                | 1:54,29          | 8                | Завершил выступление | Завершил выступление | Завершил выступление | Завершил выступление | Завершил выступление |

Женщины
Беговые виды
| Соревнование | Спортсмены    | Отборочный раунд | Отборочный раунд | Отборочный раунд | Четвертьфинал         | Четвертьфинал         | Четвертьфинал         | Полуфинал             | Полуфинал             | Полуфинал             | Финал                 | Финал                 |
| Соревнование | Спортсмены    | Забег            | Результат        | Место            | Забег                 | Результат             | Место                 | Забег                 | Результат             | Место                 | Результат             | Место                 |
| ------------ | ------------- | ---------------- | ---------------- | ---------------- | --------------------- | --------------------- | --------------------- | --------------------- | --------------------- | --------------------- | --------------------- | --------------------- |
| 100 метров   | Дженис Алатоа | 4                | 13,60            | 7                | Завершила выступление | Завершила выступление | Завершила выступление | Завершила выступление | Завершила выступление | Завершила выступление | Завершила выступление | Завершила выступление |

### Настольный теннис
Мужчины
| Соревнование     | Спортсмены | Квалификация        | Раунд 1              | Раунд 2              | Раунд 3              | Раунд 4              | Четвертьфинал        | Полуфинал            | Финал                | Место |
| Соревнование     | Спортсмены | Соперник Результат  | Соперник Результат   | Соперник Результат   | Соперник Результат   | Соперник Результат   | Соперник Результат   | Соперник Результат   | Соперник Результат   | Место |
| ---------------- | ---------- | ------------------- | -------------------- | -------------------- | -------------------- | -------------------- | -------------------- | -------------------- | -------------------- | ----- |
| Одиночный разряд | Йошуа Шин  | CUBА. Перейра П 0:4 | Завершил выступление | Завершил выступление | Завершил выступление | Завершил выступление | Завершил выступление | Завершил выступление | Завершил выступление | 65    |

Женщины
| Соревнование     | Спортсмены  | Квалификация       | Раунд 1               | Раунд 2               | Раунд 3               | Раунд 4               | Четвертьфинал         | Полуфинал             | Финал                 | Место |
| Соревнование     | Спортсмены  | Соперник Результат | Соперник Результат    | Соперник Результат    | Соперник Результат    | Соперник Результат    | Соперник Результат    | Соперник Результат    | Соперник Результат    | Место |
| ---------------- | ----------- | ------------------ | --------------------- | --------------------- | --------------------- | --------------------- | --------------------- | --------------------- | --------------------- | ----- |
| Одиночный разряд | Анолин Лулу | BRAЛ. Силва П 0:4  | Завершила выступление | Завершила выступление | Завершила выступление | Завершила выступление | Завершила выступление | Завершила выступление | Завершила выступление | 65    |